# Cantone di Montecristi
Il Cantone di Montecristi è un cantone dell'Ecuador che si trova nella Provincia di Manabí.
Il capoluogo del cantone è Montecristi.